# Dahlgrenius lecomtei
Dahlgrenius lecomtei är en skalbaggsart som först beskrevs av Henri de Peyerimhoff 1945.  Dahlgrenius lecomtei ingår i släktet Dahlgrenius och familjen stumpbaggar. Inga underarter finns listade i Catalogue of Life.